# Galla Placidia
Gála Placidija (388–89 / 392–93 – 27. november 450), hči rimskega cesarja Teodozija I., je bila mati, vzgojiteljica in svetovalka cesarja Valentinijana III. ter velika sila v rimski politiki večino svojega življenja. Bila je kraljica, soproga Ataulfa, kralja Vizigotov od leta 414 do njegove smrti leta 415, za kratek čas je bila cesarica soproga Konstancija III. leta 421 in je vodila vladno upravo kot regentka med zgodnjo vladavino Valentinijana III., do svoje smrti.

## Družina
Placidija je bila hči Teodozija I. in njegove druge žene Gale, ki je bila sama hči Valentinijana I. in njegove druge žene Justine. Datum rojstva Gale Placidije ni zabeležen, vendar je morala biti rojena v obdobju 388-89 ali 392-93. Med temi datumi je bil njen oče v Italiji zaradi svoje kampanje proti uzurpatorju Magnu Maksimu, medtem ko je njena mati ostala v Konstantinoplu.
Ohranjeno pismo milanskega škofa Ambrozija iz leta 390 omenja Teodozijevega mlajšega sina Gracijana, ki je umrl v otroštvu; ker je bil Gracian rojen v obdobju 388–89, je najverjetneje Gala Placidija rojena v drugem obdobju, 392–93. Placidijina mati Galla je umrla nekaj pred letom 394 in morda rodila mrtvorojenega sina.
Placidija je bila po očetu mlajša polsestra cesarjev Arkadija in Honorija. Njena starejša polsestra Pulherija je umrla pred svojimi starši po Gregorju iz Nise, pri čemer je Pulherija umrla pred smrtjo Aelie Flaccille, prve žene Teodozija I., leta 385.  Na kovancih, izdanih Placidiji v čast v Konstantinoplu po letu 425, je njeno ime AELIA PLACIDIA; to je bilo morda namenjeno vključitvi Placidije v vzhodno dinastijo Teodozija II. Ni dokazov, da je bilo ime Aelia kdaj uporabljeno na zahodu ali da je bilo del Placidijine uradne nomenklature.

## Zgodnje življenje
Placidiji je njen oče v zgodnjih 390. letih podelil lastno gospodinjstvo in je bila tako mladoletna finančno neodvisna. Leta 394 je bila poklicana na dvor svojega očeta v Mediolanum (Milano)  in je bila prisotna ob Teodozijevi smrti 17. januarja 395. V otroštvu je dobila naziv »nobilissima puella« (najbolj plemenito dekle).
Placidija je večino svojih zgodnjih let preživela v gospodinjstvu Stiliha in njegove žene Serene. Domnevajo, da se je naučila tkanja in vezenja. Morda je dobila tudi klasično izobrazbo. Serena je bila prva sestrična Arkadija, Honorija in Placidije. Klavdijanova pesem »V hvalo Sereni« in Zosimova Historia Nova pojasnjujeta, da je bil Serenin oče starejši Honorij, brat Teodozija I. Po Klavdijanovem De Consulatu Stilichonis je bila Placidija zaročena z Evherijem, edinim znanim sinom Stiliha in Serene. Njena načrtovana poroka je v besedilu omenjena kot tretja zveza med Stilihovo družino in Teodozijevo dinastijo, po tisti Stilihove s Sereno in Marije, njune hčerke, s Honorijem.
Stiliho je bil magister militum Zahodnega rimskega cesarstva. Bil je edina znana oseba, ki je imela čin magister militum in praesenti od leta 394 do 408 tako v Zahodnem kot Vzhodnem rimskem cesarstvu. Imel je tudi naziv magister equitum et peditum (Mojster konja in pešačenja), kar ga je postavilo za odgovornega tako za konjenico kot za pehoto v Zahodnem rimskem cesarstvu. Leta 408 je Arkadij umrl in nasledil ga je njegov sin Teodozij II., star komaj sedem let. Stiliho je nameraval nadaljevati v Konstantinopel in »prevzeti vodenje Teodozijevih zadev«, in s tem  prepričal Honorija, naj sam ne odpotuje na Vzhod. Kmalu zatem je Olympius, 'magister Scrinii', poskušal prepričati Honorija, da Stiliho dejansko načrtuje zaroto, da odstavi Teodozija II., da bi ga zamenjal z Evherijem. Olympius je nadaljeval z vojaškim udarom, ki mu je pustil nadzor nad Honorijem in njegovim dvorom. Stiliho je bil aretiran in usmrčen 22. avgusta 408. Evherij je poiskal zatočišče v Rimu, vendar so ga tam aretirali in usmrtili evnuhi Arzacij in Tarentij po cesarskem ukazu. Honorij je imenoval Tarentija za cesarskega komornika in naslednjo funkcijo pod njim dodelil Arzaciju.

## Prva poroka
V nemirih, ki so sledili padcu Stiliha, so bile žene in otroci foederatov, ki so živeli v mestih Italije, ubiti. Večina federatov, ki so veljali za lojalne Stilihu, se je pridružila silam Alarika I., kralja Vizigotov. Alarik jih je odpeljal v Rim in ga z manjšimi prekinitvami oblegal od jeseni 408 do 24. avgusta 410. Zosim piše, da je bila Placidija med obleganjem v mestu. Ko je bila Serena obtožena zarote z Alarikom, je »zato ves senat skupaj s Placidijo, cesarjevo sestro, menil, da je primerno, da mora utrpeti smrt«.
Placidijo je Alarik ujel pred padcem Rima in je spremljala Vizigote iz Italije v Galijo leta 412. Njihov vladar Ataulf je po Alarikovem nasledstvu sklenil zavezništvo s Honorijem proti Jovinu in Sebastijanu, rivalskima zahodnorimskima cesarjema v Galiji, in načrtoval poraziti in usmrtiti oba leta 413.
Potem ko sta glavi Sebastiana in Jovina konec avgusta prispeli na Honorijev dvor v Raveni, da bi ju razstavili med drugimi uzurpatorji na obzidju Kartagine, so se odnosi med Ataulfom in Honorijem dovolj izboljšali, da jih je Ataulf utrdil s poroko z Galo Placidijo v Narbonnu 1. januarja 414. Poroko so praznovali z velikimi rimskimi slavji in veličastnimi darili. Priscus Attalus je imel poročni govor, klasični epithalamium. Poroko sta zabeležila Hidacij in Jordan, čeprav slednji trdi, da je bila prej, leta 411 na forumu Livii (sodobni Forlì) (morda bolj neformalen dogodek).
Placidija in Ataulf sta imela enega sina, Teodozija, rojenega v Barceloni do konca leta 414, vendar je otrok umrl zgodaj naslednje leto, kar je izločilo priložnost za rimsko-vizigotsko linijo; leto kasneje je bilo truplo izkopano in ponovno pokopano v cesarski mavzolej v stari baziliki svetega Petra v Rimu. V Hispaniji je Ataulf nepremišljeno sprejel v svojo službo človeka, identificiranega kot Dubius ali Eberwolf, nekdanjega Sarusovega privrženca. Sarus je bil germanski poglavar, ki je bil ubit med bojem pod Jovinom in Sebastianom, njegov privrženec pa je gojil skrivno željo, da bi maščeval smrt svojega pokrovitelja. Avgusta / septembra 415 je v palači v Barceloni moški nenadoma končal Ataulfovo vladavino tako, da ga je ubil, ko se je kopal.
Dinastija Amali je nadaljevala z razglasitvijo Sigerica, Sarusovega brata, za naslednjega kralja Vizigotov. Sigeric je ubil Ataulfovih šest otrok, ki jih je imel od prejšnje žene, tako da jih je odpeljal od Sigesarja, škofa Gotov. Gala Placidija, Ataulfova vdova, je bila prisiljena prehoditi več kot dvanajst milj peš med množico ujetnikov, ki so jih gnali pred konji Sigerica. Po 7 dneh vladanja je bil Sigeric umorjen in nadomeščen z Wallio, Ataulfovo sorodnico.

## Druga poroka
Po Chronicon Albeldense, vključenem v srednjeveškem rokopisu Códice de Roda, je vizigotski kralj Valija obupano želel zaloge hrane. Predal se je Konstanciju III., takratnemu Honorijevemu magister militumu, ki se je pogajal o pogojih, ki so Vizigotom podelili status foederata. Placidija je bila vrnjena Honoriju kot del mirovne pogodbe. Njen brat Honorij jo je 1. januarja 417 prisilil v poroko s Konstancijem III. Njuna hči Justa Grata Honoria se je verjetno rodila leta 417 ali 418. Zgodovina Pavla Diakona jo omenja kot prvo med zakonskimi otroki, kar nakazuje, da je bila najstarejša. Njun sin Valentinijan III. se je rodil 2. julija 419.
Placidija je posegla v nasledstveno krizo po smrti papeža Zosima 26. decembra 418. Dve frakciji rimske duhovščine sta izvolili svoje papeže, prva je izvolila Evlalija (27. decembra), druga pa Bonifacija I. (28. decembra). Delovala sta kot rivalska papeža, oba v Rimu, in njune frakcije so mesto pahnile v nemir. Simmah, prefekt Rima, je poslal svoje poročilo cesarskemu dvoru v Raveni in prosil za cesarski sklep o zadevi. Placidija in, domnevno, Konstancij sta pri cesarju zaprosila za Evlalija. To je bil verjetno prvi cesarjev poseg v papeške volitve.
Honorij je sprva potrdil Evlalija za zakonitega papeža. Ker s tem spor ni bil končan, je Honorij sklical sinodo italijanskih škofov v Raveni, da bi o zadevi odločili. Sinoda se je sestajala od februarja do marca 419, vendar ni dosegla zaključka. Honorij je maja sklical drugo sinodo, tokrat z galskimi in afriškimi škofi. Medtem je bilo obema rivalskima papežema ukazano, da zapustita Rim. Ko se je bližala Velika noč, se je Evlalij vrnil v mesto in poskušal zavzeti baziliko sv. Janeza v Lateranu, da bi »vodil velikonočne slovesnosti«. Cesarskim četam ga je uspelo odbiti in na veliko noč (30. marca 419) je slovesnosti vodil spoletski škof Ahilej. Spopad je Evlalija stal cesarske naklonjenosti in Bonifacij je bil 3. aprila 419 razglašen za zakonitega papeža, teden dni kasneje pa se je vrnil v Rim. Placidija je osebno pisala afriškim škofom in jih poklicala na drugo sinodo. Znano je, da so ohranjena tri njena pisma.
8. februarja 421 je bil Konstancij razglašen za avgusta in je postal sovladar s Honorijem brez otrok. Placidija je bila razglašena za avgusto. Bila je edina cesarica na Zahodu, saj se je Honorij leta 408 ločil od svoje druge žene Termantie in se ni nikoli ponovno poročil. Teodozij II., vzhodnorimski cesar, ni priznal nobenega naslova. Konstancij naj bi se pritoževal nad izgubo osebne svobode in zasebnosti, ki je prišla s cesarsko pisarno. Umrl je zaradi bolezni 2. septembra 421.

## Vdova
Po besedah Olimpiodora iz Teb, zgodovinarja, ki so ga kot vir uporabljali Zosim, Sozomen in verjetno Filostorgij, je javnost postala nezaupljiva glede vse bolj škandaloznega javnega božanja, ki naj bi ga bila deležna od lastnega brata Honorija po moževi smrti. Vendar se je odnos bratov in sester nenadoma spremenil v sovražen in v tem času je morda skovala zaroto proti njemu. Potem ko so se njeni vojaki spopadli s Honorijevimi vojaki, je bila Gala Placidija sama prisiljena z otroki pobegniti v Konstantinopel. Kljub temu nazadovanju ji je ostal Bonifacij, guverner afriške škofije, še naprej zvest.
Placidija, Valentinijan in Honorija so prispeli v Konstantinopel okrog leta 422/423. 15. avgusta 423 je Honorij umrl zaradi morda pljučnega edema. Ker v Raveni ni bil noben član Teodozijeve rodbine, ki bi zahteval prestol, se je pričakovalo, da bo Teodozij II. imenoval zahodnega socesarja. Vendar je Teodozij okleval in odločitev je bila odložena. Patricij Kastin je izkoristil vakuum oblasti in si vzel pravico postaviti kralja. Za novega zahodnorimskega cesarja je razglasil Joanesa, primicerius notariorum (glavnega notarja - vodjo državne službe). Med podporniki je bil Flavij Aecij. Joannesova vladavina je bila sprejeta v provincah Italija, Galija in Hispanija, ne pa tudi v provinci Afrika.
Teodozij II. se je odzval tako, da je Valentinijana III. pripravil za morebitno napredovanje v cesarski urad. Leta 423/424 je bil Valentinijan imenovan nobilissimus. Leta 424 je bil Valentinijan zaročen z Licinijo Evdoksijo, svojo prvo sestrično, ki je bila nekoč odstranjena. Bila je hči Teodozija II. in Aelije Evdokije. Letnico njune zaroke je zapisal Marcellinus Comes. V času njune zaroke je bil Valentinijan star približno štiri leta, Licinija le dve.
Istega leta se je začela tudi kampanja proti Joannesu. Sile vzhodnorimske vojske so se zbrale v Solunu in bile pod splošnim poveljstvom Ardaburija, ki je sodeloval v rimsko-perzijski vojni. Invazijske sile so morale prečkati Jadransko morje po dveh poteh. Aspar, Ardaburijev sin, je vodil konjenico po kopnem in sledil obali Jadrana od zahodnega Balkana do severne Italije. Placidija in Valentinijan sta se pridružila tej sili. Na tej poti je Helion, magister officiorum pod Teodozijem, 23. oktobra 424 razglasil Valentinijana za cezarja.
Ardaburij in pehota so se vkrcali na ladje vzhodnorimske mornarice, da bi po morju prispeli do Ravene. Aspar je svoje sile vkorakal v Oglej (Aquileia) in mesto presenetil tako rekoč brez odpora. Floto je razkropila nevihta. Ardaburija in dve njegovi galeji so ujele sile, zveste Joanesu, in jih zadržale v ujetniku v Raveni. [18] Joanes je dobro ravnal z Ardaburijem, ki se je verjetno nameraval pogajati s Teodozijem za konec sovražnosti. Ujetniku je bila v času ujetništva dovoljena »vljudna svoboda« sprehajanja po dvoru in ulicah Ravene. Ta privilegij je izkoristil, da je stopil v stik z Joanesovimi silami in nekatere izmed njih prepričal, da so prestopili na Teodozijevo stran. Zarotniki so stopili v stik z Asparjem in ga povabili v Raveno. Pastir je vodil Asparjevo konjenico skozi močvirje Pada do Ravenskih vrat; z oblegovalci zunaj obzidja in prebežniki znotraj, je bilo mesto hitro zavzeto. Joanesa so prijeli in mu odrezali desno roko; nato so ga posadili na osla in paradirali po ulicah ter nazadnje obglavili na hipodromu v Ogleju.
Ko je Joanes umrl, je Helion 23. oktobra 425 v navzočnosti rimskega senata ob podpori Teodozija II. uradno razglasil Valentinijana za novega avgusta Zahodnega rimskega cesarstva. Tri dni po Joanesovi smrti je Aetij pripeljal okrepitve za svojo vojsko, po poročanju je bilo šestdeset tisoč Hunov iz onstran Donave. Po nekaj prepirih so se Placidija, Valentinijan in Aetij sporazumeli in vzpostavili mir. Huni so bili poplačani in poslani domov, Aecij pa je prejel položaj comes in magister militum per Gallias (glavni poveljnik rimske vojske v Galiji).

## Regentka
Gala Placidija je bila regentka Zahodnega rimskega cesarstva do Aetijevega vzpona. Med njenimi zgodnjimi podporniki sta bila Bonifacij in Feliks. Aetij, njihov tekmec za vpliv, je uspel zavarovati Arles pred Teoderikom I. Vizigotom. Vizigoti so sklenili pogodbo in dobili galske plemiče za talce. Kasnejši cesar Avit je obiskal Teoderika, živel na njegovem dvoru in poučeval njegove sinove. Feliksa, njenega zaveznika, je leta 430 ubil atentator, verjetno s strani Aecija.

### Spor med Bonifacijem in Aetijem
Spor med Placidijo in Bonifacijem se je začel leta 429. Placidija je Bonifacija imenovala za generala Libije. Prokopij piše, da je Aecij oba naščuval drug proti drugemu, posvaril Placidijo pred Bonifacijem in ji svetoval, naj ga odpokliče v Rim; istočasno je pisal Bonifaciju in ga opozoril, da ga bo Placidija brez pravega razloga poklicala, da bi ga odstranila.
Bonifacij, ki je zaupal Aecijevemu opozorilu, je zavrnil poziv; in ker je mislil, da je njegov položaj nevzdržen, je iskal zavezništvo z Vandali v Španiji. Vandali so nato prešli iz Španije v Libijo, da bi se mu pridružili. Bonifacijevim prijateljem v Rimu se je to očitno sovražno dejanje do cesarstva zdelo povsem nenavadno za Bonifacija. Na Placidijino naročilo so odpotovali v Kartagino, da bi posredovali in pokazal jim je Aetijevo pismo. Ko je bila zarota zdaj razkrita, so se njegovi prijatelji vrnili v Rim, da bi Placidijo seznanili z resničnim položajem. Ni se premaknila proti Aetiju, ker je imel velik vpliv in ker je bilo cesarstvo že v nevarnosti; vendar je Bonifacija pozvala, naj se vrne v Rim »in naj ne dovoli, da rimsko cesarstvo leži pod roko barbarov.«
Bonifacij je zdaj obžaloval svoje zavezništvo z Vandali in jih poskušal prepričati, naj se vrnejo v Španijo. Namesto tega je Gaiserik ponudil bitko in Bonifacij je bil oblegan pri Hippo Regius v Numidiji ob morju. (Avguštin Hiponski je bil takrat škof in je med tem obleganjem umrl.) Vandali, ki niso mogli zavzeti mesta, so sčasoma ustavili obleganje. Rimljani so z okrepitvami pod vodstvom Asparja obnovili boj, vendar so bili poraženi in izgubili Afriko v korist Vandalov.
Bonifacij se je medtem vrnil v Rim, kjer ga je Placidija povzdignila v patricija in ga imenovala za generalnega poveljnika rimske vojske. Aecij se je vrnil iz Galije z vojsko »barbarov«, v krvavi bitki pri Raveni (432) pa ga je pričakal Bonifacij. Bonifacij je v bitki zmagal, vendar je bil smrtno ranjen in je nekaj dni kasneje umrl. Aecij se je bil prisiljen umakniti v Panonijo.

### Vzpon Aetija
Glede na to, da so ji zvesti generali umrli ali prebegnili k Aetiju, je Placidija priznala Aetijevo politično vlogo kot legitimno. Leta 433 je Aecij dobil naziv magister militum in patricij. Imenovanja so dejansko pustila Aetiju nadzor nad celotno zahodnorimsko vojsko in mu dala znaten vpliv na cesarsko politiko. Aetij je pozneje odigral ključno vlogo pri obrambi Zahodnega cesarstva pred Atilo. Placidija je bila regentka do leta 437, čeprav je bil njen neposredni vpliv na odločitve zmanjšan. Nadaljevala je s političnim vplivom do svoje smrti leta 450 – vendar ni bila več edina moč na dvoru.
V teh letih se je Gala Placidija spoprijateljila s škofom Petrom Hrizologom, oba pa sta se zanimala za gradnjo cerkva.
Atilo je spomladi leta 450 preusmerilo pismo Placidijine lastne hčerke Juste Grate Honorije iz Konstantinopla proti Italiji, v katerem ga je prosila, naj jo reši neželene poroke z rimskim senatorjem, ki ji jo je skušala vsiliti cesarska družina, vključno s Placidijo. Honoria je pismu priložila svoj zaročni prstan. Čeprav Honoria morda ni nameravala ponuditi poroke, se je Atila odločil, da bo njeno sporočilo razlagal tako. Sprejel je in za doto zahteval polovico zahodnega cesarstva. Ko je Valentinijan odkril načrt, ga je le vpliv Placidije prepričal, da ni ubil Honorie. Valentinijan je pisal Atili in zanikal legitimnost domnevne poročne ponudbe. Atila, ki ga ni prepričal, je poslal odposlanca v Raveno, da bi razglasil, da je Honoria nedolžna, da je bil predlog zakonit in da bo prišel zahtevat, kar mu pripada. Honoria se je hitro poročila s Flavijem Basom Herkulanom, čeprav to Atili ni preprečilo, da bi uveljavljal svoje zahteve.
Placidija je kmalu zatem, novembra 450, umrla v Rimu in bila pokopana v družinskem mavzoleju Teodozijevih ob stari baziliki svetega Petra, kasneje kapeli svete Petronile.   Ni dočakala, da bi Atila pustošil po Italiji v letih 451–453, pri čemer je Honorijino pismo uporabil kot svoj "legitimen" izgovor.

## Javna dela
Ker je bila pobožna kristjanka, je ves čas svojega vpliva sodelovala pri gradnji in obnovi različnih cerkva. Obnovila in razširila je baziliko sv. Pavla zunaj obzidja v Rimu in cerkev Božjega groba v Jeruzalemu. Zgradila je sv. Janeza Evangelista v Raveni v zahvalo, ker so ji prihranili življenje in življenje njenih otrok v neurju med prečkanjem Jadranskega morja. Posvetilni napis se glasi: »Galla Placidia je skupaj s sinom Placidom Valentinijanom Avgustom in hčerko Justo Grata Honorio Augusto izplačala zaobljubo za svojo osvoboditev izpod morske nevarnosti.«
Njen mavzolej v Raveni je bil leta 1996 uvrščen na Unescov seznam svetovne dediščine. Vendar stavba nikoli ni služila kot njena grobnica, temveč je bila prvotno postavljena kot kapela, posvečena Lovrencu Rimskemu. Ni znano, ali so sarkofagi vsebovali trupla drugih članov Teodozijeve rodbine ali kdaj so bili postavljeni v stavbo.

## V literaturi
- Dve kitici v pesmi Aleksandra Bloka Ravenna (maj–junij 1909) se osredotočata na njen grob; Olga Matich piše: »Galla Placidia je za Bloka predstavljala sintetično zgodovinsko osebnost, ki je povezovala različne kulturne zgodovine.« [35]
- Ezra Pound uporablja njeno grobnico kot primer »zlata«, ki je ostalo iz preteklosti, na primer v Canto XXI: »Zlato bledi v mraku,/ Pod modro-črno streho, Placidijino ...« [36]
- Louis Zukofsky se nanjo sklicuje v svoji pesmi 4 Druge države, reproducirani v A 17: »Zlato, ki sije/ v temi/ Galle Placidie,/ zlato v// kamniti preprogi okroglega oboka/, ki kaže svoj vzorec kot tudi zvezde / moja ljubezen bi si morda želela na svojih tleh ...« [37]
- Carl Gustav Jung se sklicuje na Gallo Placidijo v svoji avtobiografiji Spomini, sanje, refleksije (Memories, Dreams, Reflections) (poglavje IX, oddelek 'Ravenna in Rim'). Poroča o viziji »štirih velikih mozaičnih fresk neverjetne lepote«, ki jih je doživel v Neonovi krstilnici takoj po obisku Placidijinega mavzoleja v Raveni. Pravi, da ga je »osebno prizadela figura Galle Placidie« in nadaljuje: »Njena grobnica se mi je zdela končna dediščina, prek katere lahko dosežem njeno osebnost. Njena usoda in njeno celotno bitje sta bili živi prisotnosti jaz«. Jung je pozneje presenečen ugotovil, da mozaiki, ki sta se jih spominjala on in njegov znanec, pravzaprav nikoli niso obstajali. [38]
- Galla Placidia je glavni stranski lik v polzgodovinskem delu R. A. Laffertyja Padec Rima, ki jo predstavi kot »goblinskega otroka in sestro dveh mladih cesarjev, ki sta pri sedemnajstih letih in ko vsi ostali so bili prestrašeni, prevzela nadzor nad rimskim senatom in mestom ter predstavljala kljubovanje v zadnjih sto dneh sveta.« [39]

## V popularni kulturi
- Gala Placidija je predstavljena v BBC-jevi oddaji Ancient Rome: The Rise and Fall of an Empire avtorice Natashe Barrero.
- Španski glasbenik Jaume Pahissa je leta 1913 napisal opero Galla Placídia.
- Galo Placidijo v filmu Attila iz leta 1954 igra Colette Regis.
- Galo Placidijo igra Alice Krige v ameriški TV miniseriji Attila iz leta 2001.